# 김영명
김영명(1954년 6월 19일~ )은 대한민국 정치학자이자 사회비평가, 한글 운동가, 화가이다. 한림대학교 정치행정학과 교수로 봉직하다 2018년 명예퇴직 하였으며, 주요 연구 분야는 한국의 정치변동과 한국 현대 정치사, 그리고 한국적 정치학이다.  한글운동 단체인 한글문화연대 창설을 주도하고 대표와 고문을 역임하며 한글 문화 운동에 앞장 섰다. 퇴직 이후에는 화가로서 새로운 삶을 살고 있다. 

## 약력
경상남도 마산 출신으로 서울대학교 외교학과, 뉴욕 주립 대학교 버팔로를 졸업하였으며, 정치학 박사이다. 한림대학교 정치행정학과 교수, 한글문화연대 초대 대표를 역임하였다. 도쿄대 동양문화연구소 객원연구원, 한국정치학회 부회장, 한국정치외교사학회 회장도 역임하였다. 또 한림대학교 사회과학대학 학장, 국제학대학원 원장을 지냈다.    

## 주요 연구 분야
주요 연구 분야는 한국 정치변동과 한국 현대 정치사로서, 그 동안의 업적은 대표적으로 『 한국 현대정치사 』 (1992)와 『 고쳐 쓴 한국 현대 정치사 』 (1999)로 나타났다. 여기서 그는 한국 현대 정치사를 분단, 산업화, 힘의 투쟁이라는 세 요소를 이용하여 정치학적으로 분석하였다. 이후 이를 더 수정 보완하여 『 한국의 정치변동 』 (2006)이라는 책을 저술하였다. 이 책의 독창성을 인정받아 2007년에 한국 정치학회 학술상을 수상하였다. 이후 『대한민국 정치사』 (2013)를 저술하여 일련의 작업을 완수하였다.  
1992-93년 1년 동안 일본 도쿄 대학 동양문화연구소의 외국인 연구원으로 있던 경험을 바탕으로 그의 관심은 일본과 동아시아 정치·사회로 확대되었고, 그 결과 『일본의 빈곤』 (1994), 『 동아시아 발전 모델의 재검토 』 (1996) 등의 학술서가 탄생하였다. 이 저서들은 동아시아 비교정치 연구에 기여했다. 

## 주요 활동
김영명은 학술 활동을 펼칠 뿐 아니라 한국 역사, 정치, 사회, 문화 등에 대해 신문 칼럼 등을 통하여 광범위하게 발언하였다. 그의 이념적 지향은 좌도 우도 아닌 독자적인 것이라 할 수 있는데, 이런 그의 노선이 어느 한 진영에 속하는 것을 방해한다. 굳이 따지자면 그는 주체적면서도 객관적인 사실 분석과 처방을 선호한다고 할 수 있다. 이런 그의 이념적 좌표가 분명히 드러난 책이 2008년에 출간된 『좌우파가 논쟁하는 대한민국사 62』라고 할 수 있다. 여기서 그는 대한민국 현대사에 대한 진보파와 보수파의 주장 모두를 편향되었다고 비판하면서 자신의 ‘객관적인’ 현대사관을 피력하였다. 
한편 김영명은 한글과 언어 문제에도 관심을 보여 2000년 한글문화연대 창설을 주도하였다.  그 뒤 7년 동안 대표로 활동하다가 2007년부터 고문이나 공동대표로서 일선에서 물러났다. 그러나 여전히 한글문화연대에 적극 참여하면서, 한글 운동의 큰 방향을 제시하고 있다. 그러한 공로로 한글문화연대는 2006년 세종문화상을 받았으며, 김영명은 2005년 국어 운동 공로 표창(한글학회), 2007년 문화관광부 장관 표창을 받고, 2011년에는 외솔상을 수상하였다.  한글문화연대는 한글 운동에 새로운 활력을 불어넣은, 한글운동계의 새로운 세대를 대표하는 단체로 평가받고 있다.
당시 그는 영어 공용화 주장 등 영어에 대한 과잉 반응을 문제 삼은 『나는 고발한다』.(2000)를 저술하여 영어 공용화론과 영어 남용에 대한 비판에 앞장 섰는데, 이런 문제의식이 한글문화연대를 창설한 계기가 되었다.  
최근 들어 김영명은 다채로운 인생 행로를 보여주고 있다. 불교에 대한 관심과 한국 불교에 대한 문제의식을 『이게 도무지 뭣하자는 소린지 모르겠고 - 한국 불교, 이것이 문제다』에 표출하여 관심 있는 사람들의 이목을 끌었고, 몇 년 전부터는 화가로서의 경력을 쌓아가고 있다. 그는 2018-19년에 개인전을 세 차례 연 바 있고, 이에 대해 몇몇 언론에서 관심을 보이기도 했다.

## 주장
그의 한글 운동에서 보는 것과 같은 문화적 자주성, 독창성에 대한 관심은 자연히 민족주의 문제로 이어져서 그는 2002년 『우리 눈으로 본 세계화와 민족주의』를 출판하여 세계화와 민족주의에 대해 강대국 시각을 추종하는 조류를 비판하고 한국에 적합한 독자적인 시각을 가져야 한다고 주창하였다. 
더 나아가 김영명은 미국을 비롯한 서양 학문에 지나치게 종속되어 있는 한국 정치학과 사회과학을 비판하고 ‘한국적 정치학’을 수립할 것을 주창하였다. 기존의 서양 패권 학문을 완전히 탈피할 수는 없지만 그것을 이용 하되 한국 현실에 적합한 개념과 분석틀을 창조해야 한다고 주장하였다. 그는 이를 한국적 정치학의 (근본 접근에 대비되는) 실용 접근으로 간주하였다. 이런 그의 주장들이 『우리 정치학 어떻게 하나 -담론에서 실천으로』 (2006)에서 개진되었다. 여기서 그는 한국적 정치학이 필요하다는 문제 제기를 넘어서 실제로 이를 어떻게 실현할 수 있는지 그 방법을 제시하기도 하였다. 여기에 머무르지 않고 그는 실제로 독창적인 한국 사회 분석을 내놓았다. 
『 신한국론: 단일사회 한국, 그 빛과 그림자 』 (2005)에서 그는 이른바 ‘단일사회론’을 제시하는데, 이는 한국인과 한국 사회의 특징을 한국이 처한 고유한 인구·지리적 상황, 즉 단일성과 밀집성에서 파생한 것으로 보고, 여기서 파생한 한국 사회의 여러 특징들을 제시하였다. 이런 노력들이 큰 반향을 일으키지는 못했지만, 그것은 한국 학계나 지성계가 여전히 서구 추종적이라는 증거를 다시 보여주는 것이라 할 수 있다. 어쨌든 이는 새로운 한국적 시도라는 점에서 특이하였다. 또 그는 이 분석들을 한국 정치에 적용하여 『 한국 정치의 성격 』 (2016)을 저술하기도 했다.

## 저서
- 『제3세계의 군부통치와 정치경제: 브라질, 한국, 페루, 이집트의 비교 연구』 (1985)

- 『한국 현대 정치사』 (1992).

- 『일본의 빈곤』  (미래사, 1994) 한국어 및 일본어 판

- 『동아시아 발전 모델의 재검토 : 한국과 일본』 (1996)

- 『나는 고발한다』 (2000)

- 『우리 눈으로 본 세계화와 민족주의』  (2002)

- 『신한국론』 (2005)
- 『한국의 정치변동』 (2006)
- 『우리 정치학 어떻게 하나』 (2006),
- 『좌우파가 논쟁하는 대한민국사 62』 (2008)
- 『담론에서 실천으로: 한국적 정치학의 모색』  (2010)
- 『이게 도무지 뭣하자는 소린지 모르겠고 - 한국 불교, 이것이 문제다』 (2012)
- 『대한민국 정치사』 (2013)
- 『한국 정치의 성격』 (2016).
- 『정치란 무엇인가』 (2018) 등 20여 종

## 수상 경력
- 세종문화상(2006)
- 한국정치학회 학술상(2007)
- 외솔상(2011)